# گستون (ویرجینیای غربی)
گستون (به انگلیسی: Gaston) یک منطقهٔ مسکونی در ایالات متحده آمریکا است که در شهرستان لویس، ویرجینیای غربی واقع شده‌است. گستون ۳۱۴٫۸۶ متر بالاتر از سطح دریا واقع شده‌است.